# Dennis Önal
Dennis Mazlum Önal, född 10 augusti 1994, är en svensk fotbollsspelare.

## Karriär
Önal debuterade för Syrianska FC i premiären av Superettan 2014 mot IK Sirius. Matchen slutade med en 1–5-förlust för Syrianska och Önal blev inbytt i den 46:e minuten mot Dinko Felic.
Inför säsongen 2017 gick Önal till Newroz FC.